# Váleamáre
Váleamáre románul: Valea Mare, falu Romániában, Erdélyben, Fehér megyében. Közigazgatásilag Bokajfelfalu községhez tartozik.

## Fekvése
Az Erdélyi-érchegység alatt, a hasonló nevű patak felső völgyében, Zalatnától délre, Bokajfelfalutól északra fekvő település.

## Története
Valeamare nevét 1733-ban említette először oklevél Válya néven.
További névváltozatai: 1805-ben VályaMare, 1808-ban és 1861-ben Vallya-máre, 1888-ban Valea-Mare (Valea-Bulbukului), 1913-ban Valeamare.
A trianoni békeszerződés előtt Hunyad vármegye Algyógyi járásához tartozott. 1910-ben 570 görögkeleti ortodox román lakosa volt.